# (Des)encanto
(Des)encanto (en inglés: Disenchantment) es una serie de animación para adultos creada por el dibujante estadounidense Matt Groening y producida por The ULULU Company para la plataforma de video bajo demanda Netflix. Los productores ejecutivos son Josh Weinstein y el propio Groening. La serie cuenta con 50 episodios repartidos en cinco temporadas, la primera de ellas fue estrenada el 17 de agosto de 2018, la segunda el 20 de septiembre de 2019, la tercera el 15 de enero de 2021, la cuarta el 9 de febrero del 2022 y La quinta y última temporada se estrenó el 1 de septiembre de 2023.
Ambientada en el reino fantástico medieval de Utopía (Dreamland), cuenta las desventuras de Bean, una princesa rebelde y alcohólica, un duendecillo llamado Elfo y un demonio llamado Luci. La serie está protagonizada por las voces de Abbi Jacobson, Eric André, Nat Faxon, John DiMaggio, Tress MacNeille, Matt Berry, David Herman, Maurice LaMarche, Lucy Montgomery y Billy West.

## Reparto de voces
- Abbi Jacobson como Bean
- Eric André como Luci
- Nat Faxon como Elfo
- John DiMaggio como King Zøg
- Tress MacNeille como Queen Oona
- Matt Berry como Prince Merkimer
- Maurice LaMarche como Odval
- Sharon Horgan como Queen Dagmar

## Temporadas y episodios

### Temporadas
| Parte | Parte | Temporada | Episodios | Episodios | Lanzamiento original     | Lanzamiento original     |
| ----- | ----- | --------- | --------- | --------- | ------------------------ | ------------------------ |
|       | 1     | 1         | 10        | 10        | 17 de agosto de 2018     | 17 de agosto de 2018     |
|       | 2     | 1         | 10        | 10        | 20 de septiembre de 2019 | 20 de septiembre de 2019 |
|       | 3     | 2         | 10        | 10        | 15 de enero de 2021      | 15 de enero de 2021      |
|       | 4     | 2         | 10        | 10        | 9 de febrero de 2022     | 9 de febrero de 2022     |
|       | 5     | 3         | 10        | 10        | 1 de septiembre de 2023  | 1 de septiembre de 2023  |

### Parte 1 (2018)
| N.º en serie | N.º en parte | Título                                            | Dirigido por      | Escrito por                    | Fecha de lanzamiento original |
| --- | ------------ | ------------------------------------------------- | ----------------- | ------------------------------ | ----------------------------- |
| 1 | 1            | «A Princess, an Elf, and a Demon Walk Into a Bar» | Dwayne Carey-Hill | Matt Groening y Josh Weinstein | 17 de agosto de 2018          |
| La princesa Tiabeanie, Bean, se enfrenta al disgusto de contraer matrimonio por las alianzas políticas de su padre, el Rey Zog, a la par que una extraña sombra se le presenta como su demonio personal. Paralelamente, en el bosque mágico, el marginado Elfo emprende un viaje más allá de los límites de su pueblo. |              |                                                   |                   |                                |                               |
| 2 | 2            | «For Whom the Pig Oinks»                          | Frank Marino      | David X. Cohen                 | 17 de agosto de 2018          |
| Tras ser capturados por los guardias reales, Bean confabula con Luci y Elfo para sabotear su propia ceremonia, haciendo uso de magia poco ortodoxa. |              |                                                   |                   |                                |                               |
| 3 | 3            | «The Princess of Darkness»                        | Wes Archer        | Rich Fulcher                   | 17 de agosto de 2018          |
| Las constantes travesuras de Bean hacen creer al consejo del rey que la princesa ha sido poseída por un demonio, por lo que es expuesta a un exorcismo bastante desastroso. |              |                                                   |                   |                                |                               |
| 4 | 4            | «Castle Party Massacre»                           | David D. Au       | Jeff Rowe                      | 17 de agosto de 2018          |
| Ante la ausencia del rey Zog, Bean organiza una fiesta en el palacio invitando a toda clase de individuos. Por otro lado, el consejo del rey se reúne para actividades misteriosas. |              |                                                   |                   |                                |                               |
| 5 | 5            | «Faster, Princess! Kill! Kill!»                   | Ira Sherak        | Reid Harrison                  | 17 de agosto de 2018          |
| Tras el fiasco de la fiesta, Bean es desterrada del castillo y obligada a valerse por sí misma, lo que, de una u otra forma, termina en un enfrentamiento mortal con un par de hermanos caníbales en una casita de caramelo.                                                                                           |              |                                                   |                   |                                |                               |
| 6 | 6            | «Swamp and Circumstance»                          | Albert Calleros   | Eric Horsted                   | 17 de agosto de 2018          |
| 7 | 7            | «Love's Tender Rampage»                           | Peter Avanzino    | Jeny Batten y M. Dickson       | 17 de agosto de 2018          |
| 8 | 8            | «The Limits of Immortality»                       | Brian Sheesley    | Patric Verrone                 | 17 de agosto de 2018          |
| 9 | 9            | «To Thine Own Elf Be True»                        | Frank Marino      | Shion Takeuchi                 | 17 de agosto de 2018          |
| 10 | 10           | «Dreamland Falls»                                 | Wes Archer        | Bill Oakley                    | 17 de agosto de 2018          |

### Parte 2 (2019)
| N.º en serie | N.º en parte | Título                         | Dirigido por             | Escrito por                        | Fecha de lanzamiento original |
| ------------ | ------------ | ------------------------------ | ------------------------ | ---------------------------------- | ----------------------------- |
| 11           | 1            | «The Disenchantress»           | Albert Calleros          | Shion Takeuchi                     | 20 de septiembre de 2019      |
| 12           | 2            | «Stairway to Hell»             | Dwayne Carey-Hill        | David X. Cohen                     | 20 de septiembre de 2019      |
| 13           | 3            | «The Very Thing»               | Frank Marino             | Andrew Burrell                     | 20 de septiembre de 2019      |
| 14           | 4            | «The Lonely Heart Is a Hunter» | David D. Au              | Ben Ward                           | 20 de septiembre de 2019      |
| 15           | 5            | «Our Bodies, Our Elves»        | Wes Archer               | Adam Briggs                        | 20 de septiembre de 2019      |
| 16           | 6            | «The Dreamland Job»            | Ira Sherak               | Jeny Batten y M. Dickson           | 20 de septiembre de 2019      |
| 17           | 7            | «Love's Slimy Embrace»         | David D. Au y Ira Sherak | Eric Horsted                       | 20 de septiembre de 2019      |
| 18           | 8            | «In Her Own Write»             | Ira Sherak               | Bill Oakley                        | 20 de septiembre de 2019      |
| 19           | 9            | «The Electric Princess»        | Edmund Fong              | Jamie Angell                       | 20 de septiembre de 2019      |
| 20           | 10           | «Tiabeanie Falls»              | Peter Avanzino           | Patric M. Verrone y Josh Weinstein | 20 de septiembre de 2019      |

### Parte 3 (2021)
| N.º en serie | N.º en parte | Título                        | Dirigido por                        | Escrito por                       | Fecha de lanzamiento original |
| ------------ | ------------ | ----------------------------- | ----------------------------------- | --------------------------------- | ----------------------------- |
| 21           | 1            | «Subterranean Homesick Blues» | Brian Sheesley                      | Ken Keeler y Patric M. Verrone    | 15 de enero de 2021           |
| 22           | 2            | «You're the Bean»             | Edmund Fong                         | Jameel Saleem                     | 15 de enero de 2021           |
| 23           | 3            | «Beanie Get Your Gun»         | Ira Sherak                          | Liz Suggs                         | 15 de enero de 2021           |
| 24           | 4            | «Steamland Confidential»      | Crystal Chesney-Thompson y Ed Tadem | Bill Odenkirk                     | 15 de enero de 2021           |
| 25           | 5            | «Freak Out!»                  | Raymie Muzquiz                      | Josh Weinstein                    | 15 de enero de 2021           |
| 26           | 6            | «Last Splash»                 | Lauren MacMullan y Jeff Myers       | Deanna MacLellan y Michael Saikin | 15 de enero de 2021           |
| 27           | 7            | «Bad Moon Rising»             | Dwayne Carey-Hill                   | Liz Elverenli                     | 15 de enero de 2021           |
| 28           | 8            | «Hey, Pig Spender»            | Brian Sheesley                      | Abe Groening                      | 15 de enero de 2021           |
| 29           | 9            | «The Madness of King Zøg»     | Edmund Fong                         | Patric M. Verrone                 | 15 de enero de 2021           |
| 30           | 10           | «Bean Falls Down»             | Ira Sherak                          | Jameel Saleem                     | 15 de enero de 2021           |

### Parte 4 (2022)
| N.º en serie | N.º en parte | Título                                           | Dirigido por                        | Escrito por                                                 | Fecha de lanzamiento original |
| ------------ | ------------ | ------------------------------------------------ | ----------------------------------- | ----------------------------------------------------------- | ----------------------------- |
| 31           | 1            | «Love Is Hell»                                   | Crystal Chesney-Thompson y Ed Tadem | Bill Odenkirk                                               | 9 de febrero de 2022          |
| 32           | 2            | «The Good, The Bad, and the Bum-Bum»             | Raymie Muzquiz                      | Jamie Angell                                                | 9 de febrero de 2022          |
| 33           | 3            | «The Cabinet of Dr. Chazzzzz»                    | Jeff Myers                          | Liz Suggs                                                   | 9 de febrero de 2022          |
| 34           | 4            | «Goon Baby Goon»                                 | Brian Sheesley                      | Patric M. Verrone                                           | 9 de febrero de 2022          |
| 35           | 5            | «The Pitter-Patter of Little Feet»               | Edmund Fong                         | Bill Odenkirk y Josh Weinstein                              | 9 de febrero de 2022          |
| 36           | 6            | «What to Expect When You're Expecting Parasites» | Ira Sherak                          | Jameel Saleem                                               | 9 de febrero de 2022          |
| 37           | 7            | «The Unbearable Lightning of Bean»               | Peter Avanzino                      | Adam Briggs                                                 | 9 de febrero de 2022          |
| 38           | 8            | «Spy vs. Spy vs. Spy»                            | Crystal Chesney-Thompson y Ed Tadem | Jamie Angell y Patric M. Verrone                            | 9 de febrero de 2022          |
| 39           | 9            | «The Goo-Bye Girl»                               | Jeff Myers                          | Abe Groening, Bill Odenkirk y Michael Saikin                | 9 de febrero de 2022          |
| 40           | 10           | «Bean Falls Apart»                               | Edmund Fong                         | Rich Fulcher, Jameel Saleem, Matt Groening y Josh Weinstein | 9 de febrero de 2022          |

### Parte 5 (2023)
| N.º en serie | N.º en parte | Título                                      | Dirigido por             | Escrito por       | Fecha de lanzamiento original |
| ------------ | ------------ | ------------------------------------------- | ------------------------ | ----------------- | ----------------------------- |
| 41           | 1            | «Heads or Tails»                            | Peter Avanzino           | Jean Ansolabehere | 1 de septiembre de 2023       |
| 42           | 2            | «Fish Out of Water»                         | Crystal Chesney-Thompson | Bill Odenkirk     | 1 de septiembre de 2023       |
| 43           | 3            | «Electric Ladyland»                         | Jeff Myers               | Josh Weinstein    | 1 de septiembre de 2023       |
| 44           | 4            | «I Hear Your Noggin, But You Can't Come In» | Ira Sherak               | Jamie Angell      | 1 de septiembre de 2023       |
| 45           | 5            | «Who Shot Elfo?»                            | Dwayne Carey-Hill        | Michael Saikin    | 1 de septiembre de 2023       |
| 46           | 6            | «The Stience of Homemade Lightning»         | Andrew Han               | Joanne Lee        | 1 de septiembre de 2023       |
| 47           | 7            | «Gimme Gimme Shock Treatment»               | Crystal Chesney-Thompson | Jameel Saleem     | 1 de septiembre de 2023       |
| 48           | 8            | «The Battle of Falling Water»               | Jeff Myers               | Josh Weinstein    | 1 de septiembre de 2023       |
| 49           | 9            | «Darkness Falls»                            | Ira Sherak               | Josh Weinstein    | 1 de septiembre de 2023       |
| 50           | 10           | «Goodbye Bean»                              | Dwayne Carey-Hill        | Matt Groening     | 1 de septiembre de 2023       |

## Producción

### Desarrollo
Creada y producida por Matt Groening, creador de Los Simpson y Futurama, la serie es un ejemplo de su estilo de animación tradicional. La serie está animada por Rough Draft Studios, el mismo que trabajó para Futurama. Los ejecutivos de Netflix ordenaron la producción de veinte episodios, diez de los cuales se estrenaron en agosto de 2018 y el resto el 20 de septiembre de 2019. En julio de 2017, se anunció que el rapero Briggs forma parte del equipo de guionistas de la serie. John DiMaggio ha descrito la serie como «la descendencia de Los Simpson y Juego de tronos». La serie trata temas como el sexo, la muerte y la capacidad de reír en un mundo nauseabundo y corrupto. Groening ha dicho que la serie tiene un «evidente punto de vista feminista».

### Publicidad
El 22 de mayo de 2018, Groening publicó tres imágenes como avance en Reddit. Al día siguiente, se revelaron la fecha del estreno y nuevas imágenes.

### Conexiones con otras series
El episodio La caída de Utopía se enlaza con otra serie de Groening, Futurama, lo que implica que ambas series comparten el mismo universo. Cuando Luci usa la bola de cristal para mostrar momentos del pasado, se puede ver brevemente en una máquina del tiempo a Philip J. Fry, Bender y el Profesor Hubert Farnsworth. El momento es una clara referencia al episodio El difunto Philip J. Fry en el que el trío viaja en una máquina del tiempo en una dirección y es testigo del final y el renacimiento del universo, lo que implica que los tres estaban pasando por ahí antes de que el tiempo se reiniciara.

## Lanzamiento
Netflix ha encargado veinte episodios de la serie y los diez primeros fueron estrenados simultáneamente el 17 de agosto de 2018.
Los otros diez episodios fueron estrenadas el 20 de septiembre de 2019, y la tercera temporada el 15 de enero de 2021. El lanzamiento de la cuarta parte se realizó el 9 de febrero de 2022. La quinta temporada se estrenó el 1 de septiembre de 2023.

## Recepción
La serie ha recibido opiniones mixtas, basadas en los primeros siete episodios enviados a críticos. En Rotten Tomatoes, la primera temporada tiene un puntaje de 62% basado en 61 reseñas con una calificación promedio de 6.11 sobre 10. El consenso crítico dice: «(Des)encanto muestra suficiente del humor característico de Matt Groening para satisfacer a los fanáticos, aunque la familiaridad general del programa y la decepcionante disposición para ir a lo seguro podrían no ser un buen augurio para las temporadas futuras». En Metacritic, la serie tiene un puntaje de 55 sobre 100 basado en 26 revisiones que indican «reseñas mixtas o promedio». Forbes calificó la serie de «encantadora, única y excelente». Entertainment Weekly le dio a la serie una calificación de «C», comparándola a una historia extendida de Treehouse of Horror. Den of Geek dio una recepción más mixta de la serie, alabando el concepto, pero criticando algunas de las bromas. Brian Tallerico, de Roger Ebert, escribió que la serie no cumple con los estándares de otras animaciones originales de Netflix, pero elogió su concepto y el elenco, y sugirió que la serie podría mejorar en el futuro. Tras ver siete de los diez episodios de la primera temporada, Danette Chavez de The A. V. Club le dio a la serie un B-, diciendo que la fuerza del elenco compensaba el débil guion.
Tras su revisión inicial, TV Guide dio una tibia recepción. Pero al ver los últimos tres episodios, la opinión cambió, y elogió la serialización de la serie que dio sus frutos al final.
Eneko Ruiz de El País afirma que la serie es un desencanto y que «nunca resulta del todo atrevida o adulta y denota cierta dejadez en los chistes». Mike Medianoche de El Español expone que las expectativas eran muy altas y puede que se antoje algo corta. César Noragueda de Hipertextual sostiene que la serie «funciona a medio gas y no consigue el ritmo cómico de las otras dos series televisivas Futurama y Los Simpson».